# 劉灝
劉灝（?—?），字粹甫，江蘇常州人。
劉遵燮之子，以軍功官至湖南通判。在貴州時積勞成疾而逝。善繪畫，苦於手易顫抖，繪畫時以左手按住右腕。著有《廣群芳譜》。